# ويليام جونسون (سياسي أمريكي، مواليد 1847)
ويليام جونسون (بالإنجليزية: Hale Johnson) هو محامي وسياسي أمريكي، ولد في 21 أغسطس 1847 في مونتغمري في الولايات المتحدة، وتوفي في 4 نوفمبر 1902 في نيوتن في الولايات المتحدة. نشط حزبياً في الحزب الجمهوري.